# Piquadro (azienda)
Piquadro è un'azienda italiana di prodotti di pelletteria per il lavoro e il tempo libero che è quotata dall'ottobre 2007 nell'indice FTSE Italia Small Cap alla Borsa Italiana.
Al gruppo che possiede Piquadro appartengono anche i marchi di prodotti di pelletteria Lancel e The Bridge.

## Storia
L'azienda viene fondata da Marco Palmieri nel 1987: la madre Ginetta ha un negozio di profumi, cinture e portafogli a Porretta Terme, paese sull'Appennino Bolognese, dove è cresciuta la famiglia Palmieri. Marco (1965) compra prodotti di pelletteria nei laboratori di Rimini e di Riccione e poi va in giro a venderli con una Renault 5 ai negozianti di Bologna, Modena e Lucca. Pensa quindi di produrseli per conto suo: compra le macchine per cucire e tagliare le pelli, le mette nel garage di casa e produce decine di cinture al giorno, facendosi aiutare dalla ragazza che sarà sua moglie, Beatrice Nichele. Durante i primi dieci anni produce in conto terzi per aziende italiane di pelletteria di lusso sviluppando soluzioni tecnologiche innovative.
Nel 1998 viene lanciato il marchio Piquadro, che significa P al quadrato con la P che sta per Palmieri e per pelletterie. In azienda c'è anche il fratello Pierpaolo, più giovane di otto anni. Il primo negozio monomarca Piquadro viene aperto nel 2000 in via della Spiga a Milano, nel quadrilatero della moda, seguito da via Frattina a Roma due anni dopo. Viene anche aperto uno stabilimento in Cina, nel Guangdong: le pelli sono acquistate tra Firenze e nel Veneto, sono spedite in Cina dove sono assemblate e quindi rispedite in Occidente. Tra le prime innovazioni una fibra ottica esterna che si accende di notte e il trolley espandibile.
Nel febbraio 2002, il fondo Fineco Capital acquisisce il 25% del capitale di Piquadro attraverso un aumento di capitale riservato per 2.5 milioni di euro. L’operazione avviene in un contesto di forte crescita per l’azienda, che nel 2001 aveva registrato un fatturato di oltre 10 milioni di euro, con un aumento del 35% rispetto all’anno precedente. Il fondo di private equity, con sede in Lussemburgo e specializzato in investimenti in PMI italiane, è stato assistito dall'advisor Alto Partners.
Nel 2004 la società inizia un processo di internazionalizzazione con importanti investimenti e l'apertura di nuovi negozi all'estero a Mosca e Barcellona. Negli anni seguenti altri punti vendita vengono inaugurati a Salisburgo, Francoforte sul Meno, Hong Kong, fino alle più recenti aperture negli Emirati Arabi Uniti, a Pechino, Shanghai e Taipei.
Nel giugno 2005, dopo tre anni dall’investimento, Fineco Capital esce dal capitale di Piquadro. Il fondo BNL Investire Impresa, gestito da BNL Gestioni, prende il suo posto, acquisendo le quote di Fineco Capital, e un ulteriore 10% dalla famiglia Palmieri, arrivando a controllare il 35% della società con un'operazione dal valore complessivo di 8.4 milioni di euro, a una valutazione di 24 milioni di euro.
Nel 2006 viene inaugurata la nuova sede a Gaggio Montano, sulla strada che porta da Bologna a Pistoia. Nello stesso anno, Piquadro avvia i preparativi per la quotazione in Borsa e il 25 ottobre 2007 debutta sul segmento Expandi di Borsa Italiana. Nel 2007, Piquadro viene valutata 110 milioni di euro al momento del collocamento sul mercato. Marco Palmieri rimane il principale azionista e amministratore delegato.
Nel 2010 l'azienda vende attraverso una rete distributiva internazionale che include 82 negozi monomarca Piquadro, di cui 48 in Italia. E ha un fatturato consolidato di 52,2 milioni di euro con una crescita dell'1% rispetto all'anno precedente e una crescita media del 21,1% nei 6 anni precedenti.
Nel 2013 apre la prima boutique a Parigi (al 330 di rue St.Honorè), quindi un negozio a New York su Madison Avenue. 

### Acquisizione di The Bridge (2016)
Nel dicembre 2016, Piquadro acquisisce l’80% di Il Ponte Pelletteria S.p.A., proprietaria del marchio The Bridge, simbolo della pelletteria artigianale toscana. L’acquisizione ha un valore di 3,2 milioni di euro. Al momento dell'acquisizione, The Bridge fattura circa 22 milioni di euro e ha EBITDA negativo per circa 3 milioni di euro. Nel marzo 2019, tre anni dopo l'acquisizione, il fatturato cresce a ca. 27 milioni di euro e l'EBITDA è positivo per 1.3 milioni di euro. A marzo 2024, The Bridge fattura ca. 34 milioni di euro e ha EBITDA positivo per ca 5.7 milioni di euro. 

### Acquisizione di Lancel (2018)
Nel giugno 2018, Piquadro acquisisce il 100% di Maison Lancel, storico marchio francese fondato nel 1876, precedentemente di proprietà del colosso del lusso svizzero Richemont. L’operazione avviene per 1 euro simbolico e una parte degli utili che l'azienda produrrà nei prossimi 10 anni per un esborso massimo di 35 milioni di euro, ma Richemont lascia a Piquadro una cassa positiva di 41 milioni di euro per il rilancio del brand. Al momento dell'acquisizione, Lancel fattura 53 milioni di euro e ha EBITDA negativo per 29 milioni di euro. Al marzo 2024, Lancel fattura ca. 65 milioni di euro e ha EBITDA negativo per circa 700 mila euro. 

## Dati economici
Nell'anno fiscale 2017-2018 (chiuso il 31 marzo 2018) i ricavi hanno toccato i 97,6 milioni di euro con un aumento del 28,6% rispetto ai 75,9 milioni del 2016. Utile netto consolidato di 4,8 milioni. L'Italia rappresenta il 76% delle vendite +31,3%, l'Europa il 21,1%, flessione invece nelle vendite extraeuropee del 29,1%. I punti di vendita sono 114 (99 Piquadro e 15 The Bridge), i dipendenti 781 (di cui 361 in Italia e 346 in Cina).

## Azionariato
- Piquadro Holding - 68,37%
- Quaero Capital SA - 5,68%
- Mediobanca - 5,01%
- Lazard Frères Banque - 4,06%
- Mercato - 21,89%

Fonte: dati Piquadro reperibili sul sito aziendale e aggiornati al 01 dicembre 2022